# Хазаи, Аттила
Аттила Хазаи (венг. Hazai Attila, 30 апреля 1967, Будапешт — 5 апреля 2012) — популярный венгерский писатель. Он наиболее известен своей местной версией «Американского психопата» под названием «Будапештский эскиз» (1997). На момент его смерти ни одно из его произведений не было переведено на английский язык.

## Биография
Аттила Хазаи родился в Будапеште. С 1987 по 1995 год он учился на факультете английского языка в Университете Лоранда Этвёша. С 1995 года он был редактором Link Budapest, интернет-журнала современной литературы. В 1999 году он получил литературную стипендию Жигмонда Морица. Хазаи был членом группы Аттилы Йожефа и членом Союза писателей Шепирока Тарсасаги с 2000 по 2004 год в качестве его вице-президента.
Играл в группе «Pepsi Érzés, Hazai Íz». Он написал сценарий «Rám csaj még nem volt ilyen hatással» (1993).
К его опубликованным произведениям относятся: «Фери: Сахарный Синий» (1992), «Девственность Сильвии» (1995), «Секс в гостиной» (2000). Он наиболее известен своей местной версией «Американского психопата», «Будапештским эскизом» (1997). Хазаи также опубликовал под псевдонимом Фери Сорос роман «Лучший роман в мире» (2000).
Среди его переводов на венгерский язык — «Они не твой муж» Рэймонда Карвера (1997), «Большой палец» Уолтера Кирна (2000) и «Миллион маленьких кусочков» Джеймса Фрея (2004).
Аттила Хазаи покончил жизнь самоубийством 5 апреля 2012 года, в возрасте 44 лет.